# حكومة بحاح (المصغرة)
حكومة خالد محفوظ بحاح أو حكومة المنفى اليمنية هي حكومة منفى مُصغرة مُعترف بها دولياً، يرأسها خالد محفوظ بحاح، وويتواجد رئيس الوزراء ووزرائه في الرياض، عدى وزير الدفاع محمود الصبيحي المُعتقل لدى الحوثيين. وأستأنف رئيس الحكومة خالد محفوظ بحاح مهامه كرئيس للوزراء من الرياض بعد تمكنه من الفرار من الإقامة الجبرية التي فرضها عليه الحوثيين وأنصار صالح بعد الإنقلاب الذي قاموا به، وخوضهم حرباً أهلية ضد المحافظات التي لم تخضع لسلطتهم.

## الحكومة المصغرة
| 1- رئيس مجلس الوزراء / خالد محفوظ بحاح | 1- رئيس مجلس الوزراء / خالد محفوظ بحاح        | 1- رئيس مجلس الوزراء / خالد محفوظ بحاح                                                                | 1- رئيس مجلس الوزراء / خالد محفوظ بحاح |
| م                                      | الوزارة                                       | الوزير                                                                                                |                                        |
| -------------------------------------- | --------------------------------------------- | --- | -------------------------------------- |
| 2                                      | وزير الخارجية                                 | رياض ياسين عبدالله                                                                                    |                                        |
| 3                                      | وزير الدفاع                                   | محمود الصبيحي                                                                                         |                                        |
| 4                                      | وزير حقوق الإنسان والقائم بأعمال وزير الإعلام | عز الدين الأصبحي                                                                                      |                                        |
| 5                                      | وزير الداخلية                                 | عبده محمد حسين الحذيفي(26 مايو 2015 – 1 ديسمبر 2015) - حسين محمد عرب (1 ديسمبر 2015 – 25 ديسمبر 2017) |                                        |
| 6                                      | وزير النفط                                    | سيف محسن عبود الشريف (منذ 14 سبتمبر 2015)                                                             |                                        |
| 7                                      | وزير الشباب والرياضة                          | نايف صالح البكري(منذ 14 سبتمبر 2015)                                                                  |                                        |
| 8                                      | وزير الصحة                                    | ناصر محسن باعوم(منذ 14 سبتمبر 2015)                                                                   |                                        |
| 9                                      | وزير الزراعة                                  | أحمد الميسري (منذ 21 أكتوبر 2015)                                                                     |                                        |
| 10                                     | وزير النقل                                    | مراد علي محمد عبدالحي (منذ 7 ديسمبر 2015)                                                             |                                        |
| 10                                     | وزير المالية                                  | محمد منصور زمام (حتى 9 يونيو 2015) - منصر القعيطي (منذ 17 أكتوبر 2015)                                |                                        |
| 1.                                     |                                               | |                                        |

## تعديلات وزارية
- عين عبد الملك المخلافي وزيراً للخارجية في 1 ديسمبر 2015.